# Сибилла Клевская
Сибилла Клевская (нем. Sibylle von Jülich-Kleve-Berg; 17 января 1512, Дюссельдорф — 21 февраля 1554, Веймар, курфюршество Саксония) — супруга Иоганна Фридриха, курфюрста Саксонии. Приходилась сестрой Анне Клевской, четвёртой жене короля Англии Генриха VIII.

## Биография
Сибилла Клевская была старшей дочерью герцога Клевского Иоганна III и Марии фон Юлих-Берг (1491—1543). В сентябре 1526 года Лукас Кранах сосватал 14-летнюю Сибиллу за наследника саксонского престола Иоганна-Фридриха Великодушного. Венчание прошло в начале июня 1527 года в замке Бург (нем. Schloss Burg). С Иоганном-Фридрихом у неё было четверо сыновей:
- Иоганн Фридрих II (8 января 1529 — 9 мая 1595), герцог Саксен-Готский в 1554—1566 гг.
- Иоганн Вильгельм (11 марта 1530 — 2 марта 1573)
- Иоганн Эрнест (5 января 1535 — 11 января 1535)[4]
- Иоганн Фридрих III (16 января 1538 — 31 октября 1565)[5]

Иоганн-Фридрих Великодушный умер две недели спустя после смерти своей жены, Сибиллы Клевской. Вместе они поддерживали реформаторское движение.

## Образ в искусстве
Множество портретов Сибиллы Клевской создал Лукас Кранах Старший. На самом раннем (1526) она изображена невестой (Государственные художественные собрания, Веймар). Уже после её смерти Кранах закончил алтарь в веймарской церкви, где портрет Сибиллы дополняет портрет её мужа. Кранах создал также шутливый аллегорический портрет Сибиллы в виде Юдифи с головой Иоганна Фридриха в руках.